# 바비산맥

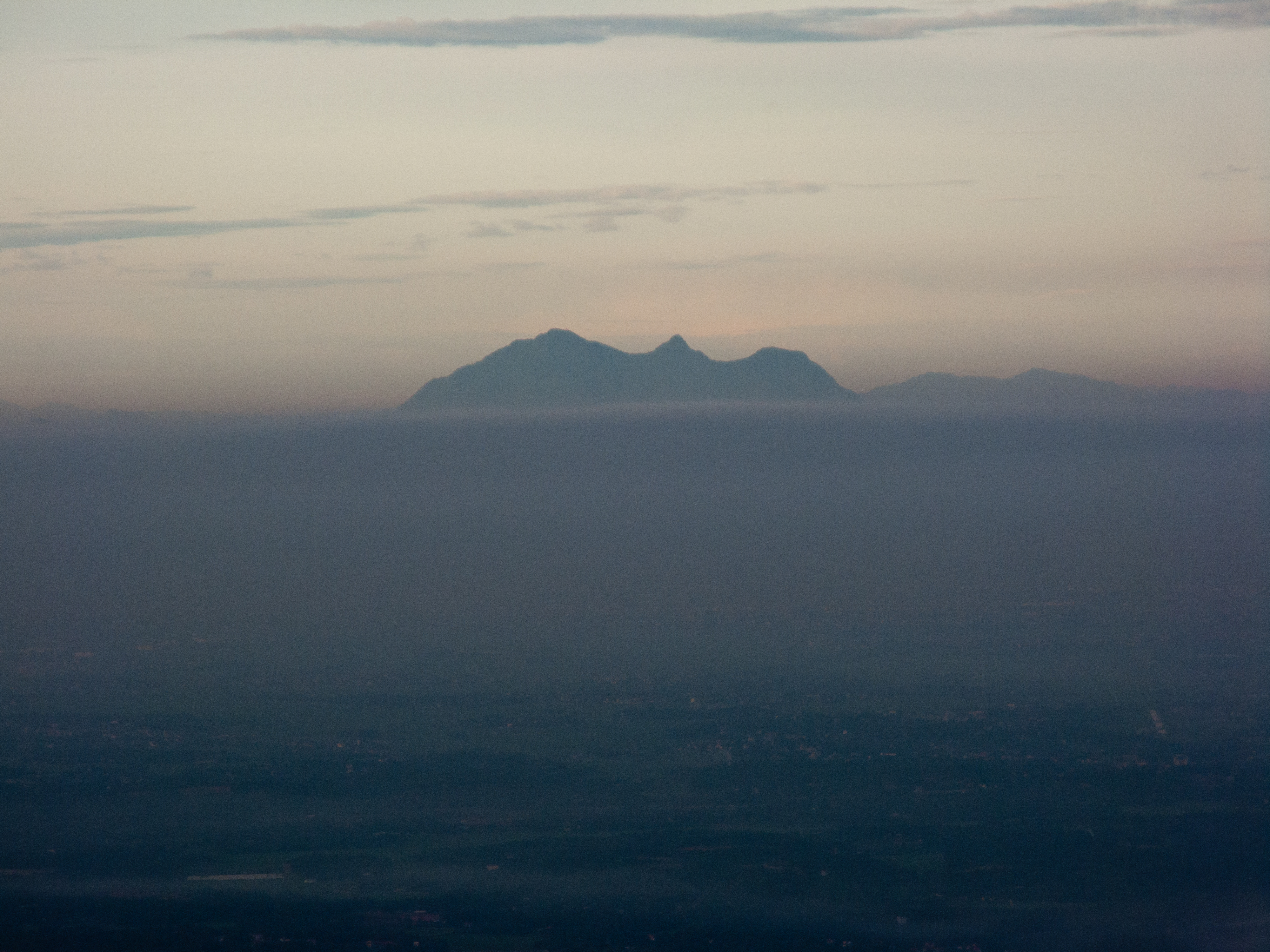
바비산맥

바비산맥(베트남어: Dãy Núi Ba Vì / 𡉏𡶀𠀧位)은 베트남의 토양 석회암 산맥이다. 바비현, 르엉선현과 끼선현의 면적은 약 50km2이다. 바비산맥은 베트남에서 가장 높은 산맥은 아니지만, 베트남 정령으로 ‘산의 영주’(누이 쭈어)라고 불린다.
이 산맥에는 많은 봉우리가 있지만, 가장 유명한 것은 딴비엔봉이다. 딴비엔산의 높이는 1,281m이다. 베트남 신화에서 이 산은 산신령 선띤의 고향이다. 그러나 이 산맥에서 가장 높은 산은 해발 1296m인 부아봉(또는 황제봉)이다. 이 산의 정상에는 호찌민 사당이 있어 논란이 되고 있다.
바비산맥의 서쪽 기슭에는 다강이 있고, 동쪽 가장자리에는 길이 7km, 너비 4km의 수오이하이라는 인공 호수가 있다. 바비산맥은 일차 숲으로 덮여 있다. 바비 국립공원은 생물다양성의 저수지다. 바비산맥은 베트남 북부에서 잘 알려진 생태 관광 지역이다.